# Vassiliovo (Sóbinka)
|  | Per a altres significats, vegeu «Vassiliovo». |

Vassiliovo (en rus: Василёво) és un poble de l'óblast de Vladímir, a Rússia, segons el cens del 2010 tenia vuit habitants. Pertany al districte municipal de Sóbinka.